# MORN5
MORN5 (англ. MORN repeat containing 5) – білок, який кодується однойменним геном, розташованим у людей на 9-й хромосомі. Довжина поліпептидного ланцюга білка становить 161 амінокислот, а молекулярна маса — 18 731.
| 10         |  | 20         |  | 30         |  | 40         |  | 50         |
| ---------- |  | ---------- |  | ---------- |  | ---------- |  | ---------- |
| MEYTGSKYIG |  | EYVDGRMEGK |  | AKYILPTETI |  | YVGEMKDGMF |  | HGEGTLYFPS |
| GSQYDAIWEN |  | GLAIKGTYTF |  | SDGLHYDEKN |  | WHYCDGYDRR |  | FYTEILNGLK |
| PAGMAQLTNM |  | DPPRKIPKGY |  | YDCGDGFYNP |  | VTRVVKDYRN |  | RFLRNADDDE |
| HEWITRTCRK |  | G          |  |            |  |            |  |            |

A: Аланін

C: Цистеїн

D: Аспарагінова кислота

E: Глутамінова кислота

F: Фенілаланін

G: Гліцин

H: Гістидин

I: Ізолейцин

K: Лізин

L: Лейцин

M: Метіонін

N: Аспарагін

P: Пролін

Q: Глутамін

R: Аргінін

S: Серин

T: Треонін

V: Валін

W: Триптофан

Задіяний у такому біологічному процесі, як альтернативний сплайсинг. 